# Mitre (departamento)

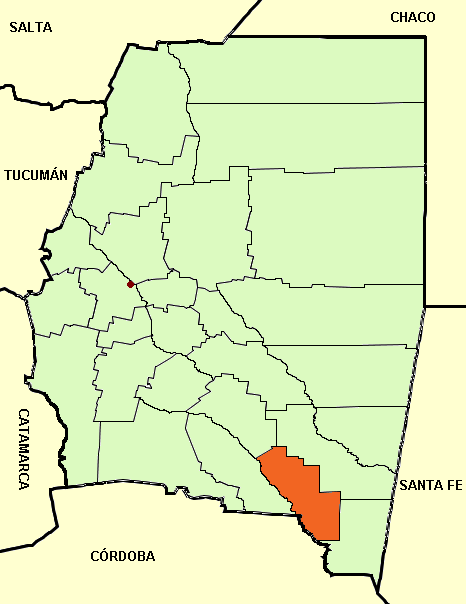
Localização do Mitre (departamento)

Mitre é um departamento da Argentina, localizado na 
província de Santiago del Estero.